# Love Is the Answer
Love Is the Answer é o trigésimo segundo álbum de estúdio da cantora norte-americana Barbra Streisand, lançado em 29 de setembro de 2009. O repertório consiste em standards de jazz e foi produzido por Diana Krall e Tommy LiPuma. Apresenta Krall no piano e arranjos orquestrais de Johnny Mandel, Anthony Wilson e Alan Broadbent. Uma edição deluxe contém um disco bônus com versões das músicas apenas com os vocais de Streisand e o quarteto de Krall.
Para promovê-lo, Streisand apresentou-se por uma noite apenas, em 26 de setembro, no Village Vanguard, cerca de quarenta e oito anos depois que ela abriu para Miles Davis no mesmo local. Em 2 de outubro, ela deu uma rara entrevista e apresentou-se ao vivo para um especial de TV da BBC apresentado por Jonathan Ross. Também foi promovido em um especial para o canal de compras QVC, que ofereceu uma edição especial em DVD, que inclui faixas de vídeo bônus de "People" de My Name Is Barbra (1965); "Yesterdays" de Color Me Barbra (1966); "I'm Always Chasing Rainbows" de The Belle of 14th Street (1967); "Silent Night" de A Happening in Central Park (1968); "Crying Time" (com Ray Charles) de Barbra Streisand...and Other Musical Instruments (1973).
Recebeu elogios da crítica e tornou-se seu nono a atingir número 1 na Billboard 200. Tal fato resultou em fazer de Streisand o único artista a ter um álbum número um na América em cinco décadas diferentes. Nos Estados Unidos, foi certificado como disco de ouro, em 13 de novembro, pela Recording Industry Association of America, dando a Streisand seu 51º disco de ouro no país.
Foi indicado ao Grammy Awards de 2011 na categoria Melhor Álbum Vocal de Pop Tradicional.

## Recepção crítica
| Críticas profissionais | Críticas profissionais |
| Avaliações da crítica  | Avaliações da crítica  |
| Fonte                  | Avaliação              |
| ---------------------- | ---------------------- |
| Allmusic               | [ 8 ]                  |
| Billboard              | [ 9 ]                  |
| The Boston Globe       | Positiva               |
| Entertainment Weekly   | (B+)                   |
| The Guardian           | [ 12 ]                 |
| The Times              | [ 13 ]                 |

As resenhas da crítica especializada em música foram favoráveis. 
John Bush, do site AllMusic, avaliou com quatro estrelas e meia de cinco e escreveu que tratava-se de "um dos álbuns de Streisand mais atraentes para seus fãs e seus fãs em potencial – o que inclui quase todos que apreciam uma cantora cantando como se ela tivesse vivido cada linha de suas músicas.
Joan Anderman, do jornal The Boston Globe, fez uma resenha favorável na qual afirmou que a cantora não tinha mais nada a provar como artista, e, mesmo assim, após uma série de álbuns ruins, apareceu com o que ele chamou de "um evento feliz". Afirmou preferir as versões do disco 2 do deluxe, com um quarteto nos arranjos, porque, segundo ele "[os arranjos da versão orquestrada] RefinadOs como são, com todas aquelas cordas plácidas e flautas emplumadas parecem zombar, em vez de embelezar, os reflexos pontiagudos e agridoces de Streisand".
John Fordham, do jornal The Guardian, avaliou com três estrelas de cinco e afirmou que a coleção "é realmente um set de Streisand repaginado para seus fãs, ao invés de uma diversão inesperada para os [fãs] de jazz".

## Desempenho comercial
Obteve êxito comercial. Debutou no topo da Billboard 200, com 180 mil cópias vendidas em sua primeira semana; isso tornou Streisand a cantora com maior número de números um da história da parada musical, com nove. Em novembro de 2009, foi certificado com um disco de ouro pela Recording Industry Association of America, por vendas acima de 500 mil cópias nos Estados Unidos.
No Reino Unido, inicialmente alcançou a posição #4, com vendas de 30.000 cópias. A cobertura da mídia que se seguiu da colocação de Streisand nas paradas americanas ajudou a aumentar as vendas no país e, durante sua segunda semana de lançamento, conseguiu subir para o primeiro lugar, superando até mesmo o Celebration de Madonna, em vendas.
No Canadá, streou em segundo lugar com vendas de 13.000 cópias (apenas 1.000 cópias atrás do álbum de Madonna, Celebration). Na Espanha, Streisand alcançou seu segundo no top 10, anteriormente, tinha ficando em 1º lugar com o multi-platina Guilty, de 1980, e em 6º lugar com Love Is the Answer.

## Lista de faixas
Créditos adaptados do site AllMusic.
| N.º | Título                                     | Compositor(es)                               | Duração |  |
| 1.  | "Here's to Life"                           | Artie Butler, Phyllis Molinary               | 4:35    |  |
| 2.  | "In the Wee Small Hours of the Morning"    | Bob Hilliard, David Mann                     | 4:02    |  |
| 3.  | "Gentle Rain"                              | Luiz Bonfá, Matt Dubey                       | 4:19    |  |
| 4.  | "If You Go Away" (Ne me quitte pas)        | Jacques Brel, Rod McKuen                     | 4:14    |  |
| 5.  | "Spring Can Really Hang You Up the Most"   | Fran Landesman, Tommy Wolf                   | 4:32    |  |
| 6.  | "Make Someone Happy"                       | Betty Comden, Adolph Green, Jule Styne       | 4:08    |  |
| 7.  | "Where Do You Start?"                      | Johnny Mandel, Alan Bergman, Marilyn Bergman | 4:26    |  |
| 8.  | "A Time for Love"                          | Mandel, Paul Francis Webster                 | 5:12    |  |
| 9.  | "Here's That Rainy Day"                    | Johnny Burke, Jimmy Van Heusen               | 5:04    |  |
| 10. | "Love Dance"                               | Ivan Lins, Gilson Peranzzetta, Paul Williams | 4:43    |  |
| 11. | "Smoke Gets in Your Eyes"                  | Jerome Kern, Otto Harbach                    | 4:22    |  |
| 12. | "Some Other Time"                          | Leonard Bernstein, Comden, Green             | 4:43    |  |
| 13. | "You Must Believe in Spring" (faixa bônus) | Bergman, Bergman, Michel Legrand             | 4:04    |  |

## Tabelas
| Tabela musical (2009)                 | Melhor posição |
| ------------------------------------- | -------------- |
| Austrália (ARIA)                      | 22             |
| Áustria (Ö3 Austria Top 40)           | 10             |
| Bélgica (Ultratop Flandres)           | 12             |
| Bélgica (Ultratop Valônia)            | 33             |
| Canadá (Billboard)                    | 2              |
| Dinamarca (Hitlisten)                 | 20             |
| Países Baixos (Dutch Charts)          | 4              |
| França (SNEP)                         | 27             |
| Alemanha (Offizielle Deutsche Charts) | 28             |
| Grécia (IFPI)                         | 23             |
| Hungria (MAHASZ)                      | 13             |
| Itália (FIMI)                         | 40             |
| Irlanda (IRMA)                        | 21             |
| México (Top 100)                      | 96             |
| Nova Zelândia (RMNZ)                  | 15             |
| Espanha (PROMUSICAE)                  | 6              |
| Suécia (Sverigetopplistan)            | 33             |
| Suíça (Schweizer Hitparade)           | 32             |
| Reino Unido (UK Albums Chart)         | 1              |
| Estados Unidos (Billboard 200)        | 1              |
| Estados Unidos (Top Jazz Albums)      | 2              |

| Tabela musical (2009)          | Posição |
| ------------------------------ | ------- |
| Canadian Albums (Billboard)    | 49      |
| UK Albums (OCC)                | 120     |
| US Billboard 200               | 83      |
| US Top Jazz Albums (Billboard) | 3       |

## Certificações e vendas
| País                  | Certificação | Vendas  |
| --------------------- | ------------ | ------- |
| Canadá                | —            | 34,000  |
| Estados Unidos (RIAA) | Ouro         | 500,000 |
| Hungria (MAHASZ)      | Ouro         | 3,000   |
| Polônia (ZPAV)        | Ouro         | 10,000  |
| Reino Unido (BPI)     | Ouro         | 100,000 |